# A Nação
«A Nação» (укр. Нація) — тижневик Кабо-Верде, який висвітлює головні новини архіпелагу та місцеві історії, починаючи з кожного острова.

## Історія
У 2012 році газета відсвяткувала своє 5-річчя, а у 2017 році — 10-річчя.
Її штаб-квартира розташована в столиці Кабо-Верде, місті Прая, і є четвертою найстарішою газетою в країні, яка опублікувала свій перший номер у 2007 році. Її нинішнім керівником є Александр Семедо.
Щоденний тираж газети становить близько 5 000 примірників. Його поточна ціна — 100 ескудо, а зараз можлива онлайн передплата.

## Зміст
«A Nação» має спортивні, розважальні, погодні та ділові розділи.
Газета видається португальською мовою, більшість або більша частина статей написана нею, деякі статті також написані кабовердинською креольською мовою. Віднедавна деякі статті можна знайти в Інтернеті англійською мовою.